# Anicetas Uogelė

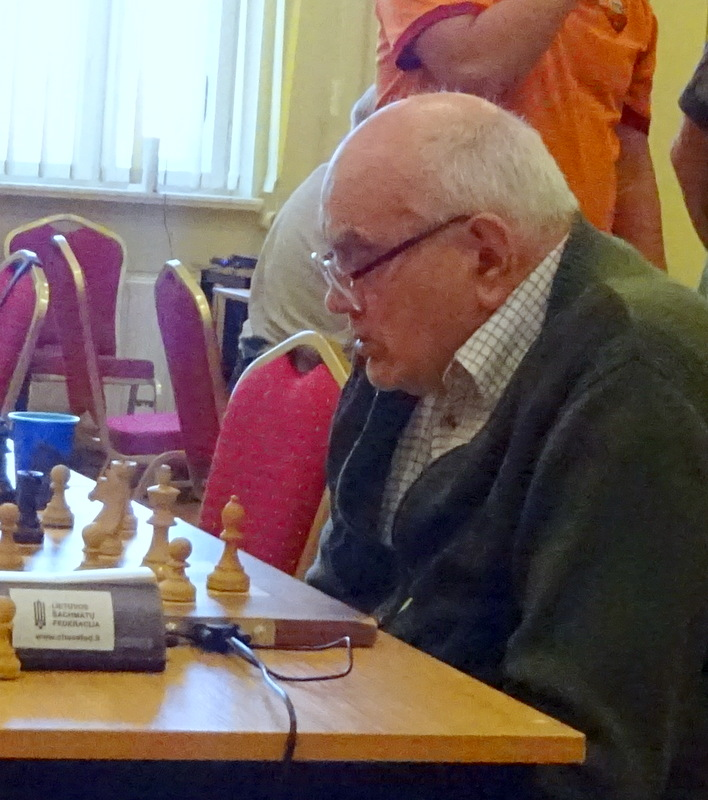
Anicetas Uogelė, 2019

Anicetas Uogelė (* 12. April 1933 in Žagarė, Rajongemeinde Joniškis, Litauen; † 20. April 2020 in Šiauliai) war ein litauischer Schachspieler. Er gewann gemeinsam mit Wilfried Sauermann die 14. Europameisterschaft im Fernschach.
Er wendete als Schwarzer oft die Variante 1. e2–e4 c7–c5 2. Sg1–f3 Sb8–c6 3. d2–d4 c5xd4 4. Sf3xd4 g7–g6 5. Sb1–c3 Lf8–g7 6. Lc1–e3 Sg8–f6 7. Lf1–c4 0–0 8. Lc4–b3 a7–a5 in der beschleunigten Drachenvariante an, die deshalb nach ihm benannt wurde.

## Nahschach
Mit 11 Jahren erlernte Uogelė das Schachspiel. Zwischen 1961 und 2001 gewann er 22 Mal die Meisterschaft seines Wohnortes Šiauliai. Er nahm mehr als 24 Mal an der litauischen Meisterschaft teil. 1965 belegte er hierbei – gemeinsam mit Vladas Mikėnas – Platz 1, 1980 Platz 3. Seine Elo-Zahl beträgt 2130 (Stand: Januar 2016), seine höchste Elo-Zahl von 2300 erreichte er im Januar 1990.

## Fernschach
Seit 1959 spielt Uogelė Fernschach. Zwischen 1962 und 1966 gewann er dreimal in Folge die litauische Meisterschaft. Wegen seines Sieges beim Eberhardt-Wilhelm-Cup 1963/70 erhielt er 1970 den Titel Internationaler Fernschachmeister. Durch zwei Siege in Europaturnieren qualifizierte er sich für die 14. Europameisterschaft. Hier erreichte er 1981 gemeinsam mit Wilfried Sauermann Platz 1. Da beide auch die gleiche Feinwertung aufwiesen, wurden sie gemeinsam zum Europameister erklärt.
Im 3/4-Finale der 12. Weltmeisterschaft 1979/83 belegte er Rang 5. Bei der 5. Europa-Mannschaftsmeisterschaft erreichte er mit dem litauischen Team Platz 2. 1999 verlieh ihm der Weltverband ICCF den Titel Verdienter Internationaler Meister. Ende 2005 hatte er eine FS-Wertungszahl von 2471.